# Ivan Strebkov
Ivan Strebkov (en russe : Иван Витальевич Стребков), né le 27 juillet 1991, à Almaty, en Russie, est un joueur russe de basket-ball. Il évolue au poste de meneur.

## Palmarès
- VTB United League 2013, 2015
- 3e de l'Universiade 2015